# Pretinho Básico
Pretinho Básico, conhecido também pela sigla PB, é um programa de rádio transmitido originalmente pela Rede Atlântida desde Abril de 2007, retransmitido para doze emissoras do Rio Grande do Sul, Santa Catarina e Paraná. Atualmente com seis integrantes fixos, o programa é ancorado por Alexandre Fetter, e era produzido por Marco Lazzarotto (13 de março de 1979 - 22 de agosto de 2021).

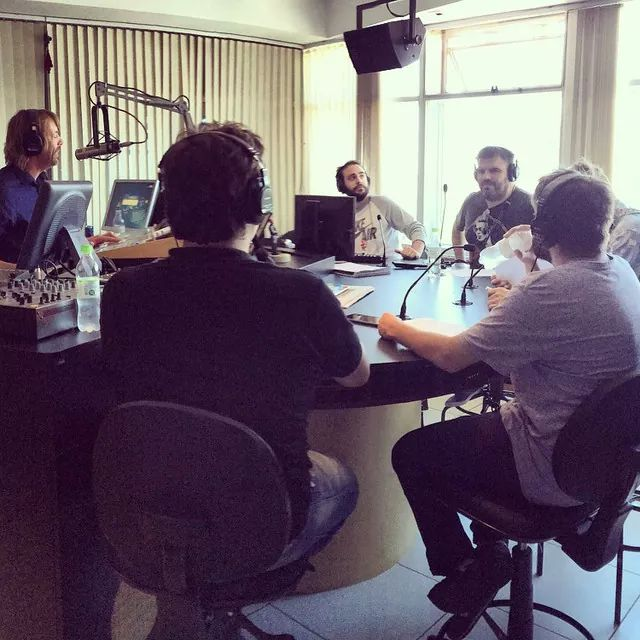
Integrantes do programa apresentam o programa no estúdio da Atlântida Porto Alegre

## Transmissão
O programa é transmitido ao vivo de segunda a sexta-feira, em duas edições diárias, das 13h às 14h, e das 18h às 19h. Aos sábados e domingos, a Rádio Atlântida exibe reprises de programas já transmitidos durante a semana que passou, nos mesmos horários.

## Equipe
- Alexandre Fetter;
- Leandro Bortholacci;
- Léo Oliveira;
- Neto Fagundes;
- Porã Bernardes;
- Rafael Menegazzo;
- Raphael Gomes;
- Rodaika;
- Rodrigo Adams[2]